# Ansitz Moregg

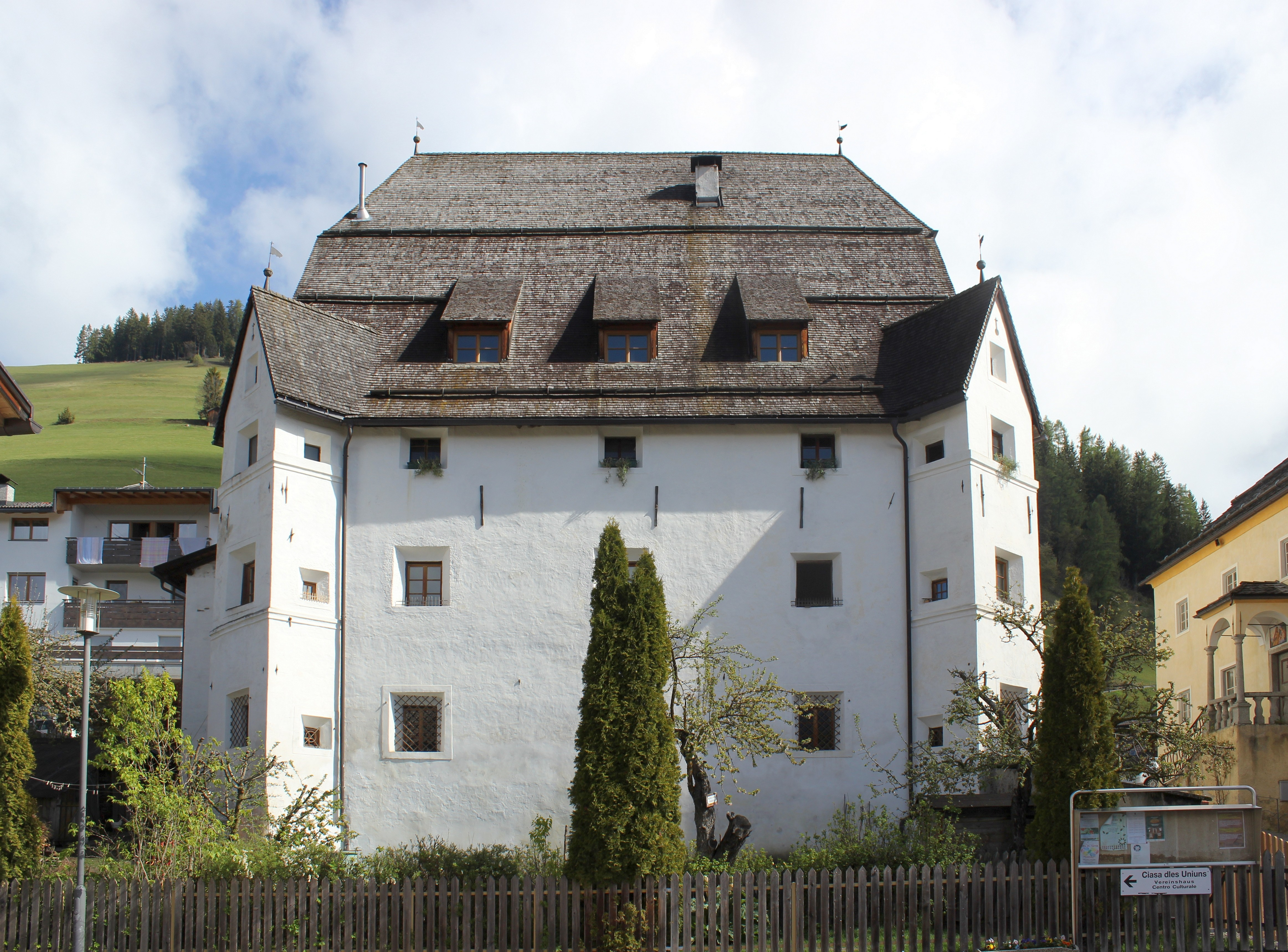
Südansicht

Der Ansitz Moregg (auch Moreck, Großhaus, Gasthaus Trebno ladinisch Gran ciasa, la grang Tgiasa) ist ein geschütztes Baudenkmal in Pfarre, einer Fraktion der Gemeinde Enneberg in Südtirol.

## Geschichte

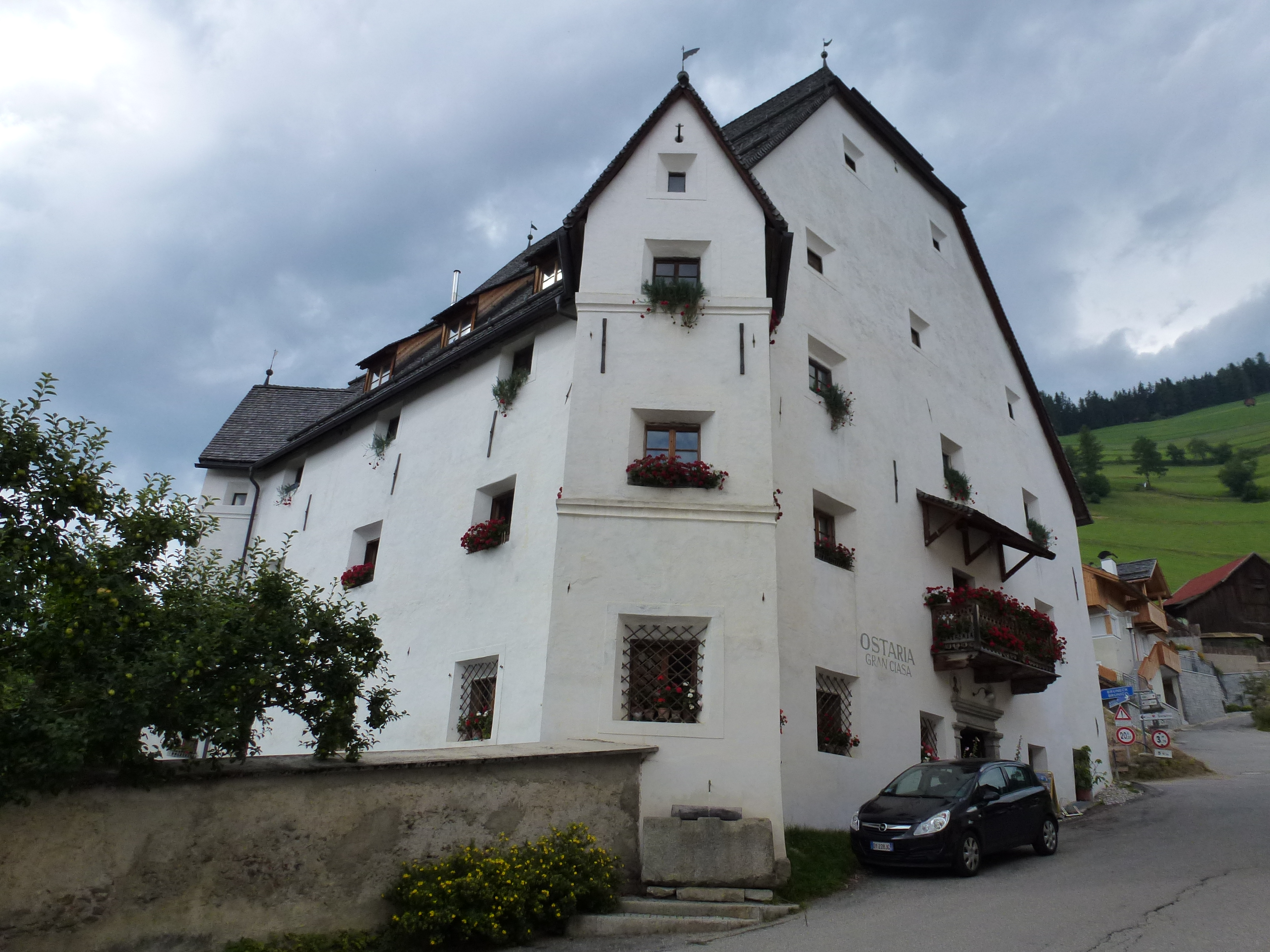
Seitenansicht

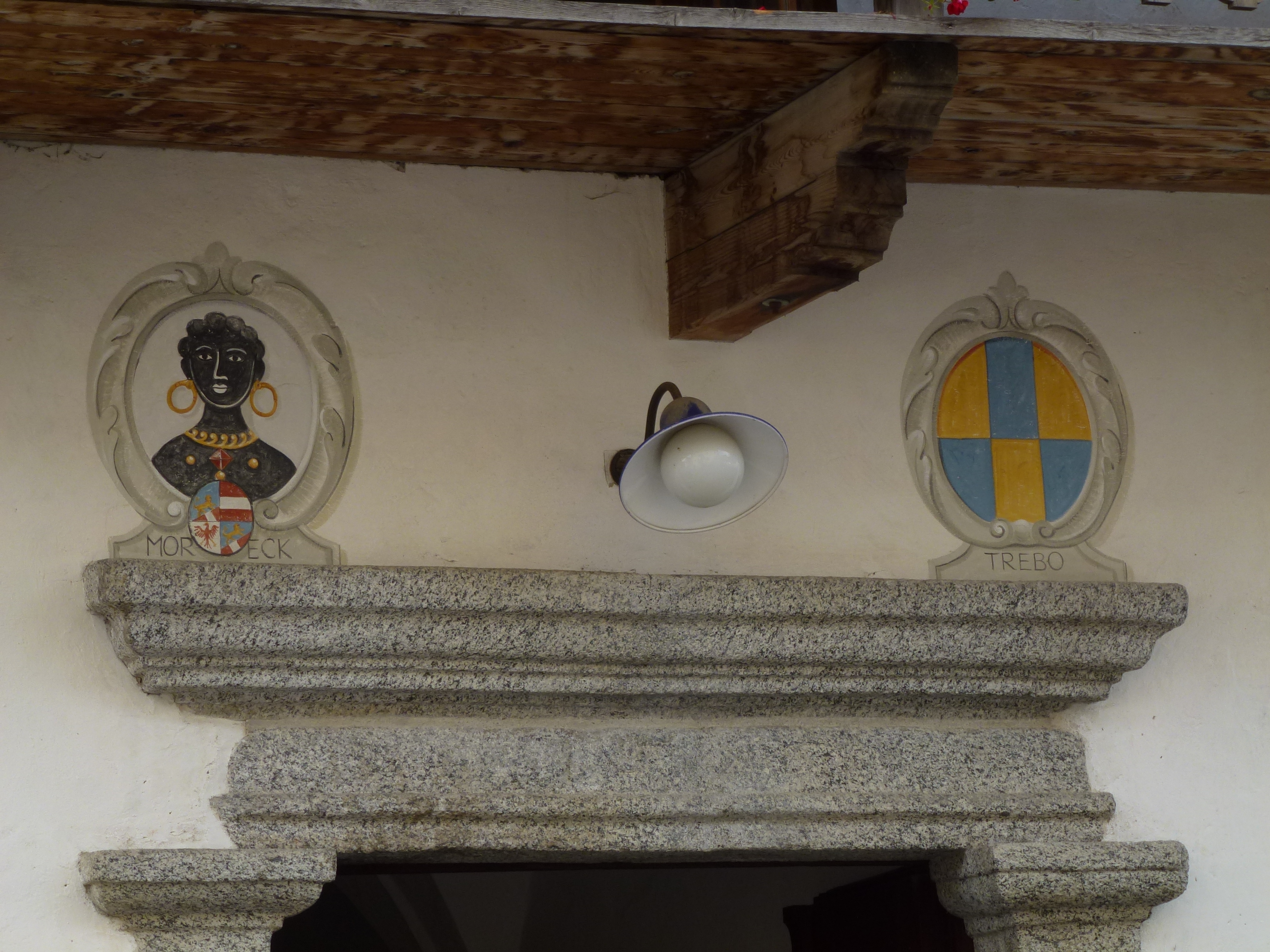
Wappen über dem Eingang

Um 1575 erbaute Kaspar von Englmor, Richter in Enneberg, auf einem Teil des Angers, das ihm der Pfarrer verkaufte, ein repräsentatives, wohnturmartiges Anwesen mit zwei Eckerkern. Er war Stammvater des Geschlechts, das sich ursprünglich "Mor von Aufkirchen" und später "Englmor von Aufkirchen und Moregg" nannte. 1626 diente Caspar Mor gen. Englmor von Aufkirchen als Amtmann des Gotteshauses Sonnenburg. 1634 erhob der Bischof von Brixen das Anwesen zu einem adligen Ansitz und erlaubte ihn Moregg nennen zu dürfen. Nach Otto Titan von Hefner ist das Geschlecht bald darauf erloschen. Seit dem 18. Jahrhundert diente der Ansitz als Gaststätte. Zeitweise wurde es nach den Eigentümern auch Gasthaus Trebo genannt, deren Familie es noch heute gehört. Seit dem 31. Januar 1951 steht das Gebäude unter Denkmalschutz.